# Ellerman (cràter)

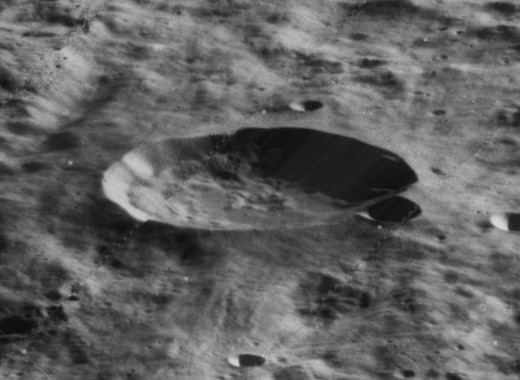
Imatge obliqua des de la Lunar Orbiter 5, mirant a l'oest

Ellerman és un cràter d'impacte situat a la cara oculta de la Lluna, dins del mantell exterior de material expulsat que envolta la conca d'impacte del Mare Orientale, i a l'oest de la serralada Montes Cordillera. Al nord-oest d'Ellerman apareix el cràter Gerasimovich, de major grandària.
Probablement a causa de la seva ubicació entre zones escarpades, la vora circular d'aquest cràter és una mica irregular i de forma poligonal. El material solt al llarg de les parets interiors ha lliscat cap al centre per formar un anell de talussos al voltant de la base, deixant parets que s'inclinen cap avall sense terrasses. Presenta un petit cràter a la part superior del bord nord.